# جون مورتون (كرة سلة)
جون مورتون (بالإنجليزية: John Morton)‏ مواليد 18 مايو 1967 في ذا برونكس، هو لاعب كرة سلة أمريكي سابق تحول إلى التدريب بعد الاعتزال بدأ مسيرته الاحترافية في سنة 1989. تم اختياره من قبل فريق كليفلاند كافالييرز خلال الدرافت. يبلغ طوله 6 قدم 3 بوصة (1.9 م). اعتزل اللعب في 2002.

## المسيرة الاحترافية
لعب مع كليفلاند كافالييرز من سنة 1989 إلى 1992، ثم لعب مع ميامي هيت في موسم 1991–1992، ثم لعب مع جوفينتوت بادالونا في الدوري الإسباني في موسم 1993–1994، ثم لعب مع نادي بيناس ويسكا لكرة السلة في موسم 1994–1995، ثم لعب مع سي بي غران كناريا في الدوري الإسباني من سنة 1995 إلى 1998، ثم لعب مع نادي غرناطة لكرة السلة في موسم 1998–1999.

## روابط خارجية
- جون مورتون على موقع إن بي أي (الإنجليزية)
- جون مورتون على موقع سبورتس رفرنس (الإنجليزية)
- جون مورتون على موقع الدوري الإسباني لكرة السلة (الإسبانية)
- جون مورتون على موقع كرة السلة الأوروبية.كوم (الإنجليزية)
- جون مورتون على موقع كلية كرة السلة في سبورتس رفرنس.كوم (الإنجليزية)
- جون مورتون على موقع ريلجم (الإنجليزية)
- جون مورتون على موقع بروبوليرز (الإنجليزية)
- جون مورتون على موقع سبورتس رفرنس (الإنجليزية)